# Wereldkampioenschappen bobsleeën 2013
De wereldkampioenschappen bobsleeën 2013 (officieel: Bauhaus FIBT Bob & Skeleton World Championships 2013) werden gehouden van 25 januari tot en met 3 februari op de Olympia Bobrun St. Moritz-Celerina in St. Moritz, Zwitserland. Er stonden vier onderdelen op het programma. Tegelijkertijd werden de wereldkampioenschappen skeleton afgewerkt.

## Wedstrijdschema
| Discipline        | 25 januari | 26 januari | 27 januari | 2 februari | 3 februari |
| ----------------- | ---------- | ---------- | ---------- | ---------- | ---------- |
| Tweevrouwsbob     | run 1 en 2 | run 3 en 4 |            |            |            |
| Tweemansbob       |            | run 1 en 2 | run 3 en 4 |            |            |
| Landenwedstrijd * |            |            | alle runs  |            |            |
| Viermansbob       |            |            |            | run 1 en 2 | run 3 en 4 |

* In de landenwedstrijd werden per team twee (tweemans)bobslee- en twee skeleton-runs afgedaald.

## Medailles
| Onderdeel       | Goud | Goud                                                                                     | Zilver | Zilver                                                                                     | Brons | Brons                                                                                  |
| --------------- | ---- | ---------------------------------------------------------------------------------------- | ------ | ------------------------------------------------------------------------------------------ | ----- | -------------------------------------------------------------------------------------- |
| Tweemansbob     | GER  | Francesco Friedrich Jannis Bäcker                                                        | SUI    | Beat Hefti Thomas Lamparter                                                                | GER   | Thomas Florschütz Andreas Bredau                                                       |
| Viermansbob     | GER  | Maximilian Arndt Marko Hübenbecker Alexander Rödiger Martin Putze                        | RUS    | Aleksandr Zoebkov Alexej Negodaylo Dmitri Troenenkov Maxim Mokroussow                      | USA   | Steven Holcomb Justin Olsen Steven Langton Curtis Tomasevicz                           |
|                 |      |                                                                                          |        |                                                                                            |       |                                                                                        |
| Tweevrouwsbob   | CAN  | Kaillie Humphries Chelsea Valois                                                         | USA    | Elana Meyers Katie Eberling                                                                | GER   | Sandra Kiriasis Franziska Bertels                                                      |
|                 |      |                                                                                          |        |                                                                                            |       |                                                                                        |
| Landenwedstrijd | USA  | John Daly Elena Meyers & Lolo Jones Noelle Pikus-Pace Steven Holcomb & Curtis Tomasevicz | GER    | Frank Rommel Sandra Kiriasis & Sarah Noll Marion Thees Francesco Friedrich & Gino Gerhardi | CAN   | Eric Neilson Kaillie Humphries & Chelsea Valois Sarah Reid Lyndon Rush & Cody Sorensen |

### Medailleklassement
| Plaats | Land             | Goud | Zilver | Brons | Totaal |
| 1      | Duitsland        | 2    | 1      | 2     | 5      |
| 2      | Canada           | 1    | 0      | 1     | 2      |
| 3      | Verenigde Staten | 1    | 1      | 1     | 3      |
| 4      | Rusland          | 0    | 1      | 0     | 1      |
| 4      | Zwitserland      | 0    | 1      | 0     | 1      |
| Totaal | Totaal           | 4    | 4      | 4     | 12     |

## Uitslagen
| #                                  | Land   | Naam                                    | Tijd     |
| 4 runs                             | 4 runs | 4 runs                                  | 4 runs   |
| ---------------------------------- | ------ | --------------------------------------- | -------- |
| Goud                               | GER    | Francesco Friedrich Jannis Bäcker       | 4.22,78  |
| Zilver                             | SUI    | Beat Hefti Thomas Lamparter             | + 0,56 s |
| Brons                              | GER    | Thomas Florschütz Andreas Bredau1       | + 1,19 s |
| 4                                  | USA    | Steven Holcomb Steven Langton           | + 1,27 s |
| 5                                  | LAT    | Oskars Melbārdis Daumants Dreiškens     | + 1,47 s |
| 6                                  | CAN    | Chris Spring Lascelles Brown            | + 1,55 s |
| 7                                  | RUS    | Aleksandr Zoebkov Dmitri Troenenkov     | + 1,58 s |
| 8                                  | CAN    | Lyndon Rush Jesse Lumsden               | + 1,65 s |
| 9                                  | USA    | Cory Butner Christopher Fogt            | + 2,03 s |
| 10                                 | GER    | Maximilian Arndt Marko Hübenbecker      | + 2,26 s |
| 11                                 | SUI    | Rico Peter Simon Friedli                | + 2,36 s |
| 12                                 | CAN    | Justin Kripps Neville Wright            | + 2,84 s |
| 13                                 | USA    | Nick Cunningham Dallas Robinson         | + 2,96 s |
| 13                                 | NED    | Edwin van Calker Sybren Jansma          | + 2,96 s |
| 15                                 | ITA    | Simone Bertazzo Francesco Costa         | + 3,62 s |
| 16                                 | CZE    | Jan Vrba Jan Stokláska                  | + 4,32 s |
| 17                                 | FRA    | Loïc Costerg Romain Heinrich            | + 4,36 s |
| 18                                 | LAT    | Oskars Ķibermanis Raivis Zirups         | + 4,82 s |
| 19                                 | GBR    | John James Jackson Craig Pickering      | + 5,42 s |
| 20                                 | MON    | Patrice Servelle Elly Lefort            | + 6,01 s |
| Niet gekwalificeerd voor de 4e run |        |                                         |          |
| 21                                 | POL    | Dawid Kupczyk Marcin Niewiara           |          |
| 22                                 | BEL    | Michael Serisé Lino Vandoorne           |          |
| 23                                 | ROU    | Dorin Alexandru Grigore Florin Craciun  |          |
| 24                                 | GBR    | Lamin Deen Ben Simons                   |          |
| 25                                 | AUS    | Heath Spence Lucas Mata                 |          |
| 26                                 | POL    | Mateusz Luty Michal Kasperowicz         |          |
| 27                                 | SRB    | Vuk Radjenovic Damjan Zlatnar           |          |
| 28                                 | LIE    | Michael Klingler Bruno Meyerhans        |          |
| 29                                 | AUT    | Benjamin Maier Sebastian Heufler        |          |
| 30                                 | SVK    | Milan Jagnesak Vladimir Simik           |          |
| 31                                 | KOR    | Kim Donghyun Jun Junglin                |          |
| 32                                 | PAN    | Eduardo Fonseca Jonathan Romero         |          |
| 33                                 | ARG    | Michele Menardi Paolo Leonardo Biglieri |          |
| 34                                 | UKR    | Olexander Schumakow Andrii Tkatschuk    |          |
| 35                                 | CRO    | Ivan Sola Drazen Silic                  |          |
|                                    | RUS    | Alexander Kasjanov Maxim Belugin        | DSQ      |
|                                    | RUS    | Alexej Stulnjev Alexej Wojewoda         | DSQ      |
|                                    | KOR    | Won Yunjong Suk Youngjin                | DNF      |

| #                                  | Land   | Naam                                      | Tijd        |
| 4 runs                             | 4 runs | 4 runs                                    | 4 runs      |
| ---------------------------------- | ------ | ----------------------------------------- | ----------- |
| Goud                               | CAN    | Kaillie Humphries Chelsea Valois          | 4:30,31 min |
| Zilver                             | USA    | Elana Meyers Katie Eberling               | + 0,68 s    |
| Brons                              | GER    | Sandra Kiriasis Franziska Bertels         | + 0,70 s    |
| 4                                  | GER    | Cathleen Martini Stephanie Schneider      | + 0,77 s    |
| 5                                  | GER    | Anja Schneiderheinze Lisette Thöne        | + 0,79 s    |
| 6                                  | NED    | Esmé Kamphuis Judith Vis                  | + 0,85 s    |
| 7                                  | GER    | Miriam Wagner Franziska Fritz             | + 2,31 s    |
| 8                                  | USA    | Jazmine Fenlator Aja Evans                | + 2,34 s    |
| 9                                  | SUI    | Fabienne Meyer Elisabeth Graf             | + 2,49 s    |
| 10                                 | SUI    | Caroline Spahni Ariane Walser             | + 2,60 s    |
| 11                                 | RUS    | Anastasia Tambovtseva Ljoedmila Oedobkina | + 2,84 s    |
| 12                                 | RUS    | Olga Stulnjewa Margarita Ismailowa        | + 3,38 s    |
| 13                                 | AUT    | Christina Hengster Inga Versen            | + 3,47 s    |
| 14                                 | GBR    | Paula Walker Gillian Cooke                | + 3,79 s    |
| 15                                 | USA    | Jamie Greubel Emily Azevedo               | + 3,84 s    |
| 16                                 | AUS    | Astrid Radjenovic Jana Pittman            | + 4,00 s    |
| 17                                 | GBR    | Victoria Olaoye Kelly Denyer              | + 4,50 s    |
| 18                                 | CAN    | Jennifer Ciochetti Kate O'Brien           | + 4,83 s    |
| 19                                 | BEL    | Elfje Willemsen Hanna Mariën              | + 4,84 s    |
| 20                                 | GBR    | Mica McNeill Nikki McSweeney              | + 7,21 s    |
| Niet gekwalificeerd voor de 4e run |        |                                           |             |
| 21                                 | ROU    | Maria Constantinn Andreea Grecu           |             |
| 22                                 | ROU    | Oana Diaconu Cristine Spataru             |             |

| #                                  | Land   | Naam                                                                    | Tijd    |
| 4 runs                             | 4 runs | 4 runs                                                                  | 4 runs  |
| ---------------------------------- | ------ | ----------------------------------------------------------------------- | ------- |
| Goud                               | GER    | Maximilian Arndt Marko Hübenbecker Alexander Rödiger Martin Putze       | 4.20,67 |
| Zilver                             | RUS    | Aleksandr Zoebkov Alexej Negodaylo Dmitri Troenenkov Maxim Mokroussow   | + 0.47  |
| Brons                              | USA    | Steven Holcomb Justin Olsen Steven Langton Curtis Tomasevicz            | + 0.59  |
| 4                                  | SUI    | Beat Hefti Alex Baumann Thomas Lamparter Jürg Egger                     | + 0.63  |
| 5                                  | GBR    | John James Jackson Stuart Benson Bruce Tasker Joel Fearon               | + 0.66  |
| 6                                  | SUI    | Rico Peter Thomas Ruf Patrick Blöchliger Simon Friedli                  | + 0.67  |
| 7                                  | GER    | Thomas Florschütz Andreas Bredau Ronny Listner Thomas Blaschek          | + 0.74  |
| 8                                  | GER    | Manuel Machata Jannis Bäcker Jan Speer Christian Poser                  | + 1.01  |
| 9                                  | LAT    | Edgars Maskalāns Daumants Dreiškens Arvis Vilkaste Intars Dambis        | + 1.12  |
| 10                                 | RUS    | Alexander Kasjanow Petr Moisejew Maxim Belugin Kirill Antjuch           | + 2.62  |
| 11                                 | RUS    | Dmitry Abramovitch Aleksei Pushkarev Dmitriy Stepushkin Alexey Voyevoda | +1.22   |
| 12                                 | CZE    | Jan Vrba Dominik Dvorak Jan Stokláska Michal Vacek                      | +1.32   |
| 13                                 | GER    | Francesco Friedrich Axel Christ Gino Gerhardi Thorsten Margis           | +1.41   |
| 14                                 | NED    | Edwin van Calker Yannick Greiner Sybren Jansma Jeroen Piek              | +1.58   |
| 15                                 | CAN    | Lyndon Rush Jesse Lumsden Lascelles Brown Neville Wright                | +1.68   |
| 16                                 | LAT    | Oskars Ķibermanis Uģis Žaļims Raivis Broks Jānis Strenga                | +1.74   |
| 17                                 | CAN    | Christopher Spring Jean-Nicolas Carrière Cody Sorensen Sam Giguère      | +1.91   |
| 18                                 | ITA    | Simone Bertazzo Simone Fontana Costantino Ughi Francesco Costa          | +2.14   |
| 19                                 | USA    | Nick Cunningham Adam Clark Andreas Drbal Christopher Fogt               | +2.18   |
| 20                                 | POL    | Dawid Kupczyk Daniel Zalewski Paweł Mróz Marcin Niewiara                | +3.21   |
| Niet gekwalificeerd voor de 4e run |        |                                                                         |         |
| 21                                 | CAN    | Justin Kripps Timothy Randall James McNaughton Graeme Rinholm           |         |
| 22                                 | AUT    | Jürgen Loacker Matthias Adolf Markus Sammer Martin Lachkovics           |         |
| 23                                 | GBR    | Lamin Deen David Coleman Ben Simons Andrew Matthews                     |         |
| 24                                 | FRA    | Loic Costerg Romain Heinrich Florent Ribet Jeremie Boutherin            |         |
| 25                                 | SVK    | Milan Jagnešák Martin Tešovič Vladimír Šimík Adam Zavacky               |         |
| 26                                 | ROU    | Andreas Neagu Marian Iorga Paul-Septimiu Muntean Danut Moldovan         |         |
| 27                                 | ITA    | Lukas Gschitzer Danilo Zanarotto Luca Pagin William Frullani            |         |
| 28                                 | SRB    | Vuk Rađenović Uros Stegel Nikola Milinković Damjan Zlatnar              |         |
| 29                                 | MON    | Patrice Servelle Boris Vain Elly Lefort Brisse Niahoua                  |         |
| 30                                 | USA    | Codie Bascue Jesse Beckom Johnny Quinn Nicholas Taylor                  |         |
| 31                                 | LIE    | Michael Klingler Bruno Meyerhans Jürgen Berginz Thomas Dürr             |         |
| 32                                 | BEL    | Michael Serise Sebastien Trouillez Lino Vandoorne Michael Dezutter      |         |
| 33                                 | AUS    | Heath Spence Gareth Nichols Ben Lisson Lucas Mata                       |         |
| 34                                 | CRO    | Ivan Šola Drazen Silic Mate Mezulić Marko Padovan                       |         |

| #      | Land   | Naam | Tijd        |
| 4 runs | 4 runs | 4 runs | 4 runs      |
| ------ | ------ | --- | ----------- |
| Goud   | USA I  | John Daly Elena Meyers & Lolo Jones Noelle Pikus-Pace Steven Holcomb & Curtis Tomasevicz                            | 4.31,29 min |
| Zilver | GER I  | Frank Rommel Sandra Kiriasis & Sarah Noll Marion Thees Francesco Friedrich & Gino Gerhardi                          | + 0,24 s    |
| Brons  | CAN I  | Eric Neilson Kaillie Humphries & Chelsea Valois Sarah Reid Lyndon Rush & Cody Sorensen                              | + 1,01 s    |
| 4      | GER II | Alexander Kröckel Cathleen Martini & Janine Tischer Anja Huber Maximilian Arndt & Thorsten Margis                   | + 1,11 s    |
| 5      | SUI I  | Lukas Kummer Fabienne Meyer & Elisabeth Graf Marina Gilardoni Beat Hefti & Abraham Morlu                            | + 1,83 s    |
| 6      | CAN II | Jon Montgomery Jennifer Ciochetti & Emily Baadsvik Mellisa Hollingsworth Justin Kripps & Luke Demetre               | + 2,20 s    |
| 7      | GBR I  | Kristan Bromley Paula Walker & Gillian Cooke Elizabeth Yarnold John James Jackson & Craig Pickering                 | + 2,46 s    |
| 8      | USA II | Matthew Antoine Jazmine Fenlator & Aja Evans Katie Uhlaender Cory Butner & Dallas Robinson                          | + 2,61 s    |
| 9      | RUS I  | Anton Batujew Olga Stulnjewa & Nadjeschda Sergejewa Swetlana Wassiljewa Alexej Stulnjew & Kirill Antjuch            | + 3,22 s    |
| 10     | SUI II | Michael Höfer Caroline Spahni & Ariane Walser Barbara Hosch Rico Peter & Patrick Blöchliger                         | + 4,33 s    |
| 11     | AUT I  | Raphael Maier Christina Hengster / Inga Versen Janine Flock Benjamin Maier / Sebastian Heufler                      | + 4.44 s    |
| 12     | ROU I  | Dorin Dumitru Velicu Maria Constantinn / Andreea Grecu Maria Marinela Mazilu Dorin-Alexandru Grigore / Danut Stancu | + 8.38 s    |
| 13     | GBR II | Dominic Parsons Victoria Olaoye / Kelly Denyer Donna Creighton Lamin Deen / Jim Galvin                              | DNF         |